# David Cay Johnston
David Cay Boyle Johnston, född 24 december 1948, är en amerikansk undersökande journalist och författare, specialiserad på ekonomi och skattefrågor. Han erhöll Pulitzerpriset 2001 för bästa reportage. 
Från 2009 till 2014 var han distingerad besökande föreläsare som undervisade om skatter, egendom och tillsynslagstiftning i den antika världen vid universitetet i Syracuse. Från juli 2011 till september 2012 var han kolumnist för Reuters, där han skrev och gjorde videokommentarer om skattefrågor världen över. Johnston är styrelseordförande för föreningen Investigative Reporters and Editors.